# Orus
Orus é uma comuna francesa na região administrativa de Occitânia, no departamento de Ariège.
Exposta a um clima de montanha, a comuna é drenada por vários pequenos riachos. Inserida no parque natural regional dos Pirenéus de Ariège, a comuna possui um notável património natural composto por três áreas naturais de interesse ecológico, faunístico e florístico .

## População
Orus é uma comuna rural que contava com 26 habitantes em 2021, depois de ter registado um pico populacional de 489 habitantes em 1836. Os seus habitantes são chamados de Orusiens ou Orusiennes.